# Manu Koné
Kouadio Manu Koné (Colombes, 17 de mayo de 2001) es un futbolista francés. Su posición es la de mediocampista y su club es la A. S. Roma de la Serie A de Italia.

## Trayectoria
Su debut como profesional se dio el 24 de mayo de 2019 en un partido de Ligue 1 ante el Dijon F. C. O. Arrancó de titular el encuentro que su equipo terminó cayendo por un marcador de 2-1 y salió de cambio al minuto 69'.
El 21 de enero de 2021 se hace oficial su transferencia al Borussia Mönchengladbach, aunque se quedó cedido en el Toulouse F. C. hasta el final de la temporada.
El 30 de agosto de 2024 fue cedido a la A. S. Roma.

## Selección nacional
El 6 de septiembre de 2024 hizo su debut con la selección de Francia en un partido de la Liga de Naciones de la UEFA 2024-25 frente Italia que perdieron por uno a tres.

## Estadísticas

### Clubes
Actualizado al último partido disputado el 25 de mayo de 2025.
| Toulouse F. C. II Francia                                                                                       | 5.ª           | 2018-19       | 13  | 0  | ―  | ― | ―  | ― | 13  | 0  |
| Toulouse F. C. II Francia                                                                                       | 5.ª           | 2019-20       | 6   | 1  | ―  | ― | ―  | ― | 6   | 1  |
| Toulouse F. C. II Francia                                                                                       | Total club    | Total club    | 19  | 1  | 0  | 0 | 0  | 0 | 19  | 1  |
| Toulouse F. C. Francia                                                                                          | 1.ª           | 2018-19       | 1   | 0  | 0  | 0 | ―  | ― | 1   | 0  |
| Toulouse F. C. Francia                                                                                          | 1.ª           | 2019-20       | 13  | 0  | 3  | 1 | ―  | ― | 16  | 1  |
| Toulouse F. C. Francia                                                                                          | 2.ª           | 2020-21       | 39  | 4  | 3  | 1 | ―  | ― | 42  | 5  |
| Toulouse F. C. Francia                                                                                          | Total club    | Total club    | 53  | 4  | 6  | 2 | 0  | 0 | 59  | 6  |
| Borussia Mönchengladbach · Alemania                                                                             | 1.ª           | 2021-22       | 27  | 2  | 2  | 1 | ―  | ― | 29  | 3  |
| Borussia Mönchengladbach · Alemania                                                                             | 1.ª           | 2022-23       | 30  | 1  | 1  | 0 | ―  | ― | 31  | 1  |
| Borussia Mönchengladbach · Alemania                                                                             | 1.ª           | 2023-24       | 22  | 1  | 3  | 1 | ―  | ― | 25  | 2  |
| Borussia Mönchengladbach · Alemania                                                                             | 1.ª           | 2024-25       | 0   | 0  | 1  | 0 | ―  | ― | 1   | 0  |
| Borussia Mönchengladbach · Alemania                                                                             | Total club    | Total club    | 79  | 4  | 7  | 2 | 0  | 0 | 86  | 6  |
| A. S. Roma · Italia                                                                                             | 1.ª           | 2024-25       | 34  | 2  | 1  | 0 | 10 | 2 | 45  | 4  |
| A. S. Roma · Italia                                                                                             | Total club    | Total club    | 34  | 2  | 1  | 0 | 10 | 2 | 45  | 4  |
| Total carrera                                                                                                   | Total carrera | Total carrera | 185 | 11 | 14 | 4 | 10 | 2 | 209 | 17 |
| (1) Incluye datos de Copa de la Liga de Francia y Copa de Francia. (2) Incluye datos de Liga Europa de la UEFA. |               |               |     |    |    |   |    |   |     |    |